# Gai Tici (polític)
Gai Tici (llatí: Gaius Titius) va ser un polític demagog romà que va viure al segle i aC. Formava part de la gens Tícia, una gens romana d'origen plebeu.
Va iniciar un motí dels soldats contra el cònsol Luci Porci Cató Salonià l'any 89 aC, però l'acció va quedar sense càstig.